# Condado de Reus

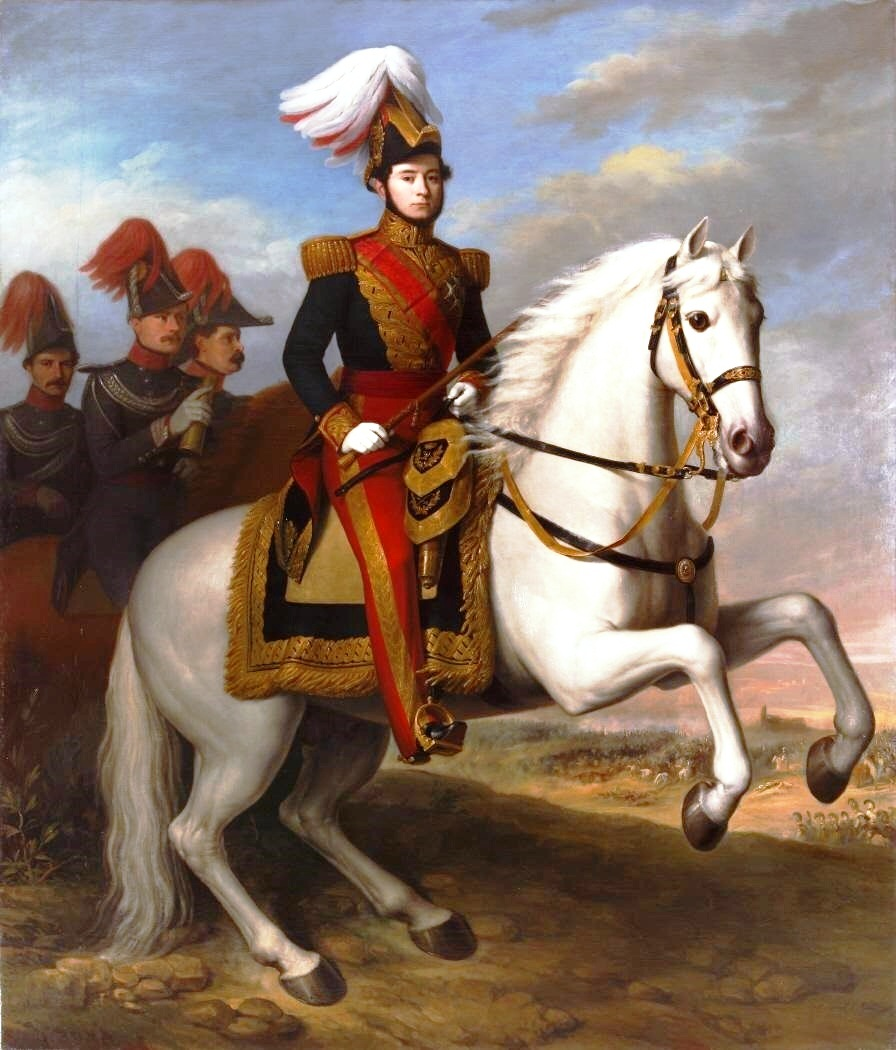
Juan Prim y Prats, I vizconde del Bruch, I conde de Reus, I marqués de los Castillejos, etc.

El condado de Reus es un título nobiliario español creado por la reina Isabel II de España el 14 de julio de 1843 por real decreto y el 13 de diciembre de 1855 por real despacho en favor de Juan Prim y Prats, I vizconde del Bruch, I marqués de los Castillejos grande de España.

## Denominación
Su denominación hace referencia a Reus, en la provincia de Tarragona.

## Armas
Escudo de los Prim.

## Condes de Reus
|                        | Titular                         | Periodo                |
| Creación por Isabel II | Creación por Isabel II          | Creación por Isabel II |
| ---------------------- | ------------------------------- | ---------------------- |
| I                      | Juan Prim y Prats               | 1843/1855-1870         |
| II                     | Juan Prim y Agüero              | 1873-1930              |
| III                    | Antonio Muntadas y Salvadó-Prim | 1953-1985              |
| IV                     | Jaime Muntadas-Prim y Burguete  | 1988-actual titular    |

## Historia de los condes de Reus
- Juan Prim y Prats (Reus, 6 de diciembre de 1814-Madrid, 30 de diciembre de 1870), I conde de Reus, I marqués de los Castillejos (1864), I vizconde del Bruch (1855),[2] grande de España de primera clase (1860), caballero de la Orden de Carlos III, de la Orden Militar de San Fernando, de la Orden de San Hermenegildo y de Isabel la Católica, gran cruz de la Orden dinamarquesa de Danenbrook, de la Áurea de Metahiye, de la de Medjidié y de la persa del León y la Espada.[3] Fue, además, capitán general de los Reales Ejércitos, presidente del Consejo de Ministros,[4] diputado a Cortes,[5] senador del reino y gentilhombre de cámara del rey.[3]

Casó con Francisca Agüero y González, I duquesa de Prim, II condesa de Agüero. El 18 de enero de 1873 le sucedió su hijo:
- Juan Prim y Agüero, II conde de Reus, II y último marqués de los Castillejos (por elevación a ducado), I duque de los Castillejos, II vizconde del Bruch.[8][4]

Sin descendientes. Los derechos sucesorios se transmitieron a través de su hermana Isabel Prim y Agüero, a la sobrina de esta, María de la Concepción Salvadó Prim y Golferich, casada con Carlos Muntadas y Muntadas, en cuyos hijos recayeron todos los títulos familiares. El 23 de enero de 1953, tras solicitud cursada el 16 de mayo de 1949 (BOE del día 23 de ese mes) y decreto del 18 de mayo de 1951 por el que se convalidaba la sucesión en el título otorgada por la Diputación de la Grandeza (BOE del 1 de junio), le sucedió su hijo:
- Antonio Muntadas y Salvadó Prim, III conde de Reus, gran cruz con distintivo blanco de la Orden del Mérito Militar.[11]

Casó con María Josefa Fábregas y Bas. El 24 de noviembre de 1988, tras solicitud cursada el 25 de febrero del mismo año (BOE del 10 de marzo) y orden del 9 de mayo para que se expida la correspondiente carta de sucesión (BOE del 7 de junio), le sucedió su nieto, hijo de Juan Carlos Muntadas-Prim (m. 1989):
- Jaime Muntadas-Prim y Burguete, IV conde de Reus.